# Голідей-Гіллс (Іллінойс)
Голідей-Гіллс (англ. Holiday Hills) — селище (англ. village) в США, в окрузі Макгенрі штату Іллінойс. Населення — 618 осіб (2020).

## Географія
Голідей-Гіллс розташований за координатами 42°17′48″ пн. ш. 88°13′42″ зх. д. / 42.29667° пн. ш. 88.22833° зх. д. (42.296791, -88.228441).  За даними Бюро перепису населення США в 2010 році селище мало площу 2,57 км², з яких 2,46 км² — суходіл та 0,10 км² — водойми.

## Демографія
Згідно з переписом 2010 року, у селищі мешкало 610 осіб у 240 домогосподарствах у складі 173 родин. Густота населення становила 238 осіб/км².  Було 250 помешкань (97/км²).
Расовий склад населення:
| - 95,7 % — білих - 0,5 % — корінних американців - 0,2 % — чорних або афроамериканців - 2,8 % — осіб інших рас |

До двох чи більше рас належало 0,8 %. Частка іспаномовних становила 5,7 % від усіх жителів.
За віковим діапазоном населення розподілялося таким чином: 21,5 % — особи молодші 18 років, 68,5 % — особи у віці 18—64 років, 10,0 % — особи у віці 65 років та старші. Медіана віку мешканця становила 42,5 року. На 100 осіб жіночої статі у селищі припадало 108,9 чоловіків;  на 100 жінок у віці від 18 років та старших — 112,9 чоловіків також старших 18 років.
Середній дохід на одне домашнє господарство  становив 67 893 долари США (медіана — 60 625), а середній дохід на одну сім'ю — 73 790 доларів (медіана — 65 179). Медіана доходів становила 51 563 долари для чоловіків та 38 750 доларів для жінок. За межею бідності перебувало 12,2 % осіб, у тому числі 22,6 % дітей у віці до 18 років та 9,9 % осіб у віці 65 років та старших.
Цивільне працевлаштоване населення становило 344 особи. Основні галузі зайнятості: виробництво — 16,3 %, освіта, охорона здоров'я та соціальна допомога — 16,3 %, будівництво — 16,0 %.